# Pseudanthias leucozonus
Pseudanthias leucozonus är en fiskart som först beskrevs av Masao Katayama och Masuda 1982.  Pseudanthias leucozonus ingår i släktet Pseudanthias och familjen havsabborrfiskar. Inga underarter finns listade i Catalogue of Life.